# Petr Kučera (motocyklový závodník)
Petr Kučera (* 12. května 1953) je bývalý československý motocyklový závodník, reprezentant v ploché dráze.

## Závodní kariéra
V Mistrovství světa jednotlivců na travnaté ploché dráze skončil v roce 1985 na 6. místě. V Mistrovství Československa jednotlivců skončil nejlépe v roce 1975 na 2. místě. V letech 1973, 1975, 1976 a 1982 reprezentoval Československo v kvalifikaci mistrovství světa družstev. Byl vícenásobným účastníkem kvalifikačních závodů mistrovství světa jednotlivců, dvakrát startoval v kontinentálním finále – v roce 1973 v Leningradu byl 16. a v roce 1981 v Praze skončil na 12. místě. Závodil za Zlatou přilbu Pardubice.